# Lok (Serbia)
Lok (cyr. Лок) – wieś w Serbii, w Wojwodinie, w okręgu południowobackim, w gminie Titel. W 2011 roku liczyła 1114 mieszkańców.